# Sezon 2011/2012 w klubowej europejskiej piłce siatkowej mężczyzn
Sezon 2011/2012 w klubowej europejskiej piłce siatkowej mężczyzn obejmuje rozgrywki o mistrzostwo, puchar i superpuchar państw, których federacje zrzeszone są w Europejskiej Konfederacji Piłki Siatkowej (CEV) oraz puchary europejskie. W Azerbejdżanie, Gibraltarze, Liechtensteinie, Monako i San Marino nie odbyły się żadne oficjalne seniorskie rozgrywki klubowe.

## Rozgrywki klubowe
obroniony tytuł z poprzedniego sezonu

### Międzynarodowe
| Rozgrywki        | Zwycięzca             | Zwycięzca |
| ---------------- | --------------------- | --------- |
| Liga Mistrzów    | Zenit Kazań           | (więcej)  |
| Puchar CEV       | Dinamo Moskwa         | (więcej)  |
| Puchar Challenge | Tytan AZS Częstochowa | (więcej)  |

### Regionalne
| Rozgrywki       | Mistrzostwo               | Mistrzostwo |
| --------------- | ------------------------- | ----------- |
| BVA             | Universitatea Cluj        | (więcej)    |
| MEVZA           | Hypo Tirol Volleyballteam | (więcej)    |
| NEVZA           | Marienlyst Odense         | (więcej)    |
| Schenker League | Tartu Pere Leib           | (więcej)    |

### Krajowe
| Państwo              | Rozgrywki ligowe              | Rozgrywki ligowe | Zdobywca pucharu                 | Zdobywca pucharu | Zdobywca superpucharu                  |
| -------------------- | ----------------------------- | ---------------- | -------------------------------- | ---------------- | -------------------------------------- |
| Albania              | Studenti Tirana               | (więcej)         | Studenti Tirana                  | (więcej)         |                                        |
| Anglia               | Leeds Carnegie                | (więcej)         | Leeds Carnegie                   | (więcej)         |                                        |
| Armenia              | FIMA Erywań                   | (więcej)         |                                  |                  |                                        |
| Austria              | Hypo Tirol Volleyballteam     | (więcej)         | UVC Holding Graz                 | (więcej)         |                                        |
| Belgia               | Noliko Maaseik                | (więcej)         | Noliko Maaseik                   | (więcej)         | Noliko Maaseik                         |
| Białoruś             | Stroitiel Mińsk               | (więcej)         | Kamunalnik Grodno                | (więcej)         |                                        |
| Bośnia i Hercegowina | OK Kakanj                     | (więcej)         | OK Kakanj                        | (więcej)         |                                        |
| Bułgaria             | Marek Junion-Iwkoni Dupnica   | (więcej)         | Lewski Sofia                     | (więcej)         |                                        |
| Chorwacja            | OK Mladost Marina Kaštela     | (więcej)         | MOK Mursa Pan Papirna Industrija | (więcej)         |                                        |
| Cypr                 | Pokka AE Karawa Lambusa       | (więcej)         | Anorthosis Famagusta             | (więcej)         | Energy Standard Nea Salamina Famagusta |
| Czarnogóra           | Budvanska Rivijera Budva      | (więcej)         | Budvanska Rivijera Budva         | (więcej)         |                                        |
| Czechy               | VK Jihostroj České Budějovice | (więcej)         | VK DHL Ostrava                   | (więcej)         |                                        |
| Czechy i Słowacja    |                               |                  | VK DHL Ostrava                   | (więcej)         |                                        |
| Dania                | Middelfart VK                 | (więcej)         | Marienlyst Odense                | (więcej)         |                                        |
| Estonia              | Tartu Pere Leib               | (więcej)         | Selver Tallinn                   | (więcej)         |                                        |
| Finlandia            | Vammalan Lentopallo           | (więcej)         | Tampereen Isku-Volley            | (więcej)         |                                        |
| Francja              | Tours VB                      | (więcej)         | Rennes Volley 35                 | (więcej)         |                                        |
| Grecja               | GS Iraklis                    | (więcej)         | GS Iraklis                       | (więcej)         |                                        |
| Grenlandia           | AVI Maniitsoq                 | (więcej)         |                                  |                  |                                        |
| Hiszpania            | Caja 3 Voleibol Teruel        | (więcej)         | Caja 3 Voleibol Teruel           | (więcej)         | Unicaja Almería                        |
| Holandia             | Langhenkel Volley Doetinchem  | (więcej)         | Landstede Volleybal/VCZ          | (więcej)         | Langhenkel Volley Doetinchem           |
| Irlandia             | UCD                           | (więcej)         | Ballymun Patriots                | (więcej)         |                                        |
| Irlandia Północna    | Richhill Raiders              | (więcej)         | Richhill Raiders                 | (więcej)         |                                        |
| Islandia             | HK                            | (więcej)         | KA                               | (więcej)         |                                        |
| Izrael               | Maccabi Tel Awiw              | (więcej)         | Maccabi Tel Awiw                 | (więcej)         |                                        |
| Litwa                | Flamingo Volley/SM Tauras     | (więcej)         | Flamingo Volley/SM Tauras        | (więcej)         |                                        |
| Luksemburg           | VC Strassen                   | (więcej)         | VC Strassen                      | (więcej)         |                                        |
| Łotwa                | VK Biolars Jełgawa            | (więcej)         | Poliurs Ozolnieki                | (więcej)         |                                        |
| Macedonia            | OK Strumica                   | (więcej)         | OK Strumica                      | (więcej)         |                                        |
| Malta                | Valletta San Antonio          | (więcej)         | Valletta San Antonio             | (więcej)         | Valletta San Antonio                   |
| Mołdawia             | Dinamo MAI Kiszyniów          | (więcej)         | Dinamo MAI Kiszyniów             |                  |                                        |
| Niemcy               | Berlin Recycling Volleys      | (więcej)         | VfB Friedrichshafen              | (więcej)         |                                        |
| Norwegia             | Nyborg VBK                    | (więcej)         | Nyborg VBK                       | (więcej)         |                                        |
| Polska               | Asseco Resovia Rzeszów        | (więcej)         | PGE Skra Bełchatów               | (więcej)         |                                        |
| Portugalia           | SC Espinho                    | (więcej)         | SL Benfica                       | (więcej)         | SL Benfica                             |
| Rosja                | Zenit Kazań                   | (więcej)         | Lokomotiw Nowosybirsk            | (więcej)         | Zenit Kazań                            |
| Rumunia              | Remat Zalău                   | (więcej)         | Remat Zalău                      | (więcej)         |                                        |
| Serbia               | Crvena zvezda Belgrad         | (więcej)         | Vojvodina NS seme Nowy Sad       | (więcej)         | Crvena zvezda Belgrad                  |
| Słowacja             | ŠK Chemes Humenné             | (więcej)         | Volley Team UNICEF Bratislava    | (więcej)         |                                        |
| Słowenia             | ACH Volley Lublana            | (więcej)         | ACH Volley Lublana               | (więcej)         |                                        |
| Szkocja              | Kilmarnock Blaze              | (więcej)         | City of Edinburgh                | (więcej)         |                                        |
| Szwajcaria           | Chênois Genève Volleyball     | (więcej)         | Volley Amriswil                  | (więcej)         | Chênois Genève Volleyball              |
| Szwecja              | Linköpings VC                 | (więcej)         | Sollentuna VK                    | (więcej)         |                                        |
| Turcja               | Fenerbahçe Grundig            | (więcej)         | Fenerbahçe Grundig               | (więcej)         | Fenerbahçe Grundig                     |
| Ukraina              | Łokomotyw Charków             | (więcej)         | Łokomotyw Charków                | (więcej)         |                                        |
| Walia                |                               |                  |                                  |                  |                                        |
| Węgry                | Fino Kaposvár SE              | (więcej)         | Fino Kaposvár SE                 | (więcej)         |                                        |
| Włochy               | Lube Banca Marche Macerata    | (więcej)         | Itas Diatec Trentino             | (więcej)         | Itas Diatec Trentino                   |
| Wyspy Owcze          | SÍ                            | (więcej)         | SÍ                               | (więcej)         |                                        |